# Betta kuehnei
Бійцівська рибка Кюне (Betta kuehnei) — субтропічний прісноводний вид риб з південного Таїланду, належить до родини осфронемових (Osphronemidae), підродина макроподових (Macropodusinae).
Член групи видів B. pugnax.
Отримав назву на честь німецького акваріуміста й мандрівника Єнса Кюне (нім. Jens Kühne) за його внесок у розширення знань про бійцівських рибок. Він відкрив Betta kuehnei й був одним із перших, хто визнав її неописаним видом, а згодом доклав великих зусиль, щоб зібрати достатню кількість риб для складання серії типових зразків для наукового опису.
2004 року в акваріумах з'явилася бійцівська рибка під назвою «Betta spec. Satun», зовні дуже схожа з B. kuehnei. Вказувалось, що вона походить з околиць міста Сатун на західному узбережжі півострівного Таїланду, але неодноразові спроби відшукати її в цьому регіоні були невдалими. Можливо, це та сама бійцівська рибка Кюне, а місце її вилову було вказане помилково.

## Опис
Максимальний відомий розмір зразків, виловлених у дикій природі становив 43,9 мм стандартної (без хвостового плавця) довжини, а зразків, що утримувалися в акваріумі, — 58,9 мм стандартної довжини. Якщо брати загальну довжину, то бійцівська рибка Кюне може сягати близько 8 см завдовжки.
Тіло порівняно струнке, його висота на рівні спинного плавця становить 27,4-29,2 % стандартної довжини в зразків з дикої природи, дещо більшою вона є в акваріумних популяцій — 33,8-34,4 % стандартної довжини. Голова довга (34,4-36,8 % стандартної довжини), морда загострена. Загальна довжина становить 135,3-140,4 %, висота хвостового стебла 17,6-18,7 % стандартної довжини.
Початок спинного плавця посунутий далеко назад, предорсальна довжина становить 64,4-66,8 % стандартної. Довжина основи спинного плавця становить 11,9-13,2 % стандартної довжини, цей плавець має 0-1 твердий і 8-9 м'яких променів, всього 9-10. Довжина основи анального плавця становить близько половини стандартної довжини (48,4-52,5 %), плавець має 2 твердих і 23-24 м'яких променів. Хвостовий плавець округлий, у більших екземплярів він трохи асиметричний, з подовженою верхньою частиною. Черевні плавці порівняно короткі, їхні нитки виростають у самців до 36,4 % стандартної довжини, кожен має по 1 твердому і 5 м'яких променів. Грудні плавці округлі, мають по 11-12 променів, їхня довжина становить 22-25 % стандартної довжини.
Бічних лусок 28-30.
Самця найкраще можна відрізнити від самки за ширшою формою голови. Спинний та анальний плавці в самців загострені на кінцях.
Тіло світло-коричневе або сірувате. Луски на тілі по центру мають зеленкувато-блакитні блискучі цятки. Іноді на боках видно слабкі темні поперечні смуги. Анальний плавець світло-коричневий з широким блакитним краєм, хвостовий — коричнюватий, також з блакитним краєм. Спинний плавець має блакитну до бірюзового облямівку. Грудні плавці безбарвні.
Дорослі самці мають інтенсивне синьо-зелене або блакитне блискуче забарвлення в нижній частині голови, що поширюється від кінчика морди до заднього краю зябрових кришок, включаючи й горло. Це є характерною ознакою виду, яка відрізняє бійцівську рибку Кюне від інших представників групи B. pugnax. Іншою відмінною рисою є те, що в B. kuehne не спостерігається якогось особливого нерестового забарвлення.
Зовні вид нагадує B. taeniata та B. enisae, перша з яких належить до групи B. picta, але відрізняється від них відсутністю широкого темного краю на анальному та нижній частині хвостового плавця.

## Поширення
Вид має обмежений ареал на Малайському півострові. Відомий лише з північного сходу найпівнічнішого штату Малайзії Келантан (на південь від Кота-Бару) та найпівденнішої частини півострівного Таїланду (околиці Сунгкай-Голок (Sungkai Golok) у провінції Наратхіват).
Типова місцевість — це сильно затінений лісовий струмок з чистою прозорою водою, яка в серпні 2008 року мала такі показники: pH 7, загальна твердість 3 °dGH, температура близько 25 °C. Риб ловили на мілководді, серед водних рослин (Cryptocoryne cordata) та шару опалого листя на дні. Крім B. kuehnei, тут водяться Trichopsis vittata та Parosphromenus paludicola, які також належать до лабіринтових риб.

## Розмноження
Betta kuehnei належить до числа бійцівських рибок, що інкубують ікру в роті. Репродуктивна поведінка схожа з іншими видами групи Betta pugnax. Самці виношують ікру (зазвичай 40-80 штук) у роті близько 12 днів. Ікринки мають розмір від 1,0 до 1,4 мм в перетині. Мальки залишають рот батька, маючи розмір близько 7 мм завдовжки.

## Утримання в акваріумі
Бійцівську рибку Кюне дуже рідко можна побачити в торгівлі акваріумними рибами.
В акваріумній літературі вона відома під німецькою назвою Betta spec. aff. pugnax «Blaukehlfisch» або «Blaukehlchen-Kampffisch». Так назвав її Єнс Кюне, першовідкривач виду. Буквально ця назва означає «синьогорла бійцівська рибка» (англ. «Blue throat Fighting fish»). Цілком можливо, що Betta spec. «Satun» також належить до виду B. kuehnei.

## Відео
- Wild Betta Kuehnei на YouTube by Chinhooi Tan
- Betta kuehnei spawning на YouTube by Schlangenkopffische. de